# 亨廷登郡旗
亨廷登郡旗（Flag of Huntingdonshire）是英國英格蘭亨廷登郡的官方旗幟，在2009年6月25日開始使用。旗幟的原始設計是在2007年6月提出。